# Pascual de Villacampa
Pascual de Villacampa y Pueyo (Madrid, 11 de noviembre de 1661 - ibíd., 24 de abril de 1737) fue un hombre de estado español al servicio de Carlos II y de Felipe V.

## Biografía
Hijo de Pedro de Villacampa, regente del Consejo de Aragón, y de Francisca Pueyo y Laya. Estuvo casado dos veces, con Ángela del Castillo y Nestrosa y posteriormente con María Josefa Jiménez de Montalvo y Cabrera, con las cuales tuvo varios hijos.
Estudió en el Colegio Mayor de San Ildefonso de la Universidad de Alcalá de Henares. Fue caballero de la orden de Montesa desde 1671, de la que posteriormente sería comendador de Ares del Maestre. Fiscal de la junta de obras y bosques en 1689, miembro del Consejo de Hacienda en 1697, del de Indias en 1706, del de Castilla en septiembre del mismo año, y camarista de Castilla en 1720. En 1726, tras la muerte del presidente del Consejo Real Juan de Herrera y Soba, Villacampa desempeñó interinamente durante un breve periodo la gobernación del mismo, como decano de los consejeros.
Muerto en Madrid a los 76 años, fue enterrado en la iglesia de San Martín de la villa.